# 메토히야

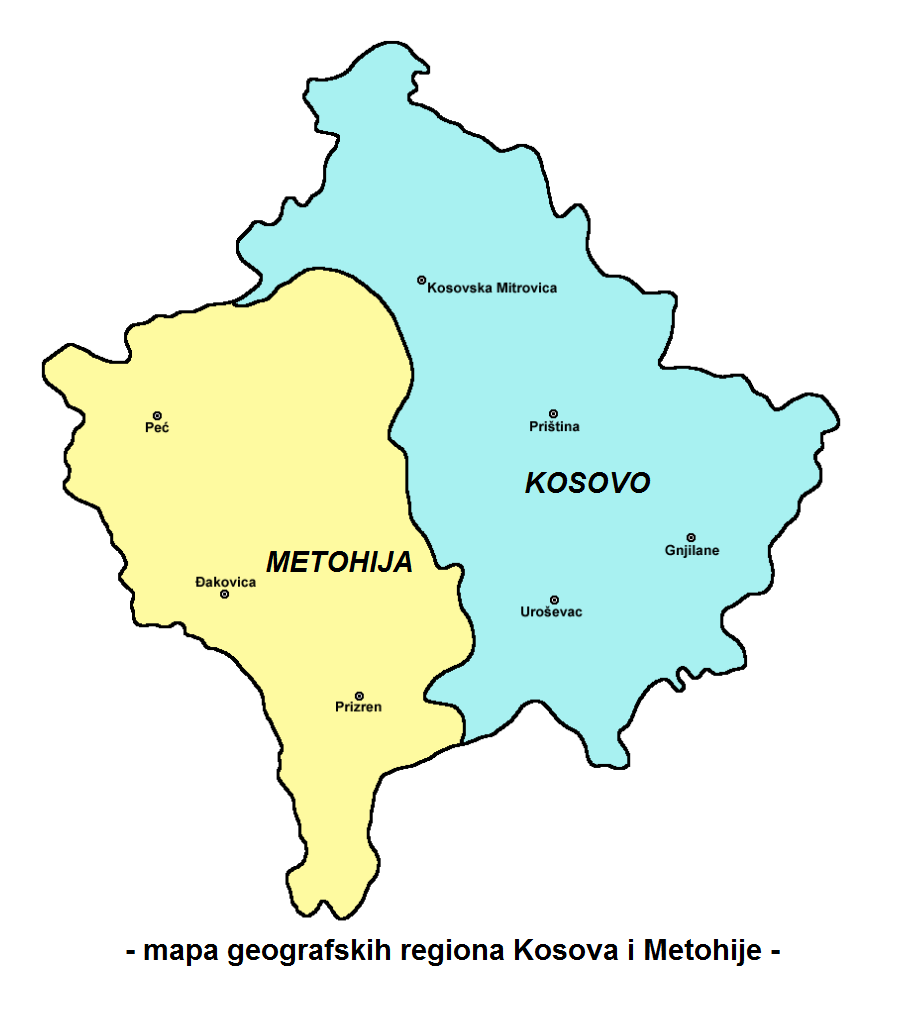
노란색으로 표시된 지역이 메토히야

메토히야(알바니아어: Rrafshi i Dukagjinit, 세르비아어: Метохија, Metohija)는 코소보 남서부에 위치한 분지 지역으로 면적은 3,340 km2, 인구는 790,272명(2002년 기준)이며 코소보 전체 인구(1,956,194명)의 40%를 차지한다. 동서로 23 km, 남북으로 60 km 정도 뻗어 있으며 평균 높이는 450 m이다. 코소보의 행정 구역인 페야구와 자코바구, 프리즈렌구가 위치한다.
메토히야라는 이름은 그리스어로 "수도원의 토지"를 뜻하는 단어인 "메토히아"(μετόχια)에서 유래된 이름인데 이는 중세 시대부터 많은 마을과 토지를 소유했던 세르비아 정교회 수도원과 아토스산에서 유래된 이름이다. 알바니아어권에서는 "레커 두카지니의 고원"이라는 뜻을 가진 라프시 이 두카지니트(Rrafshi i Dukagjinit)라고 부르고 있는데 이는 중세 알바니아의 귀족인 레커 두카지니(Lekë Dukagjini)에서 유래된 이름이다.